# 애스턴 마틴 V12 자가토
애스턴 마틴 V12 자가토(영어: Aston Martin V12 Zagato)는 2011년에서 2012년까지 생산했던 레이스카이다.

## 디자인
Gaydon의 애스턴 마틴 디자인 스튜디오스에서 디자인된 섀시는 애스턴 마틴 One-77 프로젝트의 베테랑을 포함하여 Chris Porritt이 이끄는 팀이 설계했으며, 일반 V12 밴티지의 이중 위시 본 서스펜션의 재조정 된 버전을 특징으로 한다.

## 생산
애스턴 마틴 V12 자가토의 총 생산댓수는 150대로 제한되었다.가격은 330,000 파운드이며, 예상대로 주문이 이루어지지 않았고, 실제 생산된 차량 댓수는 61대뿐이다.

## 갤러리

2011 Aston Martin V12 Corsa Zagato
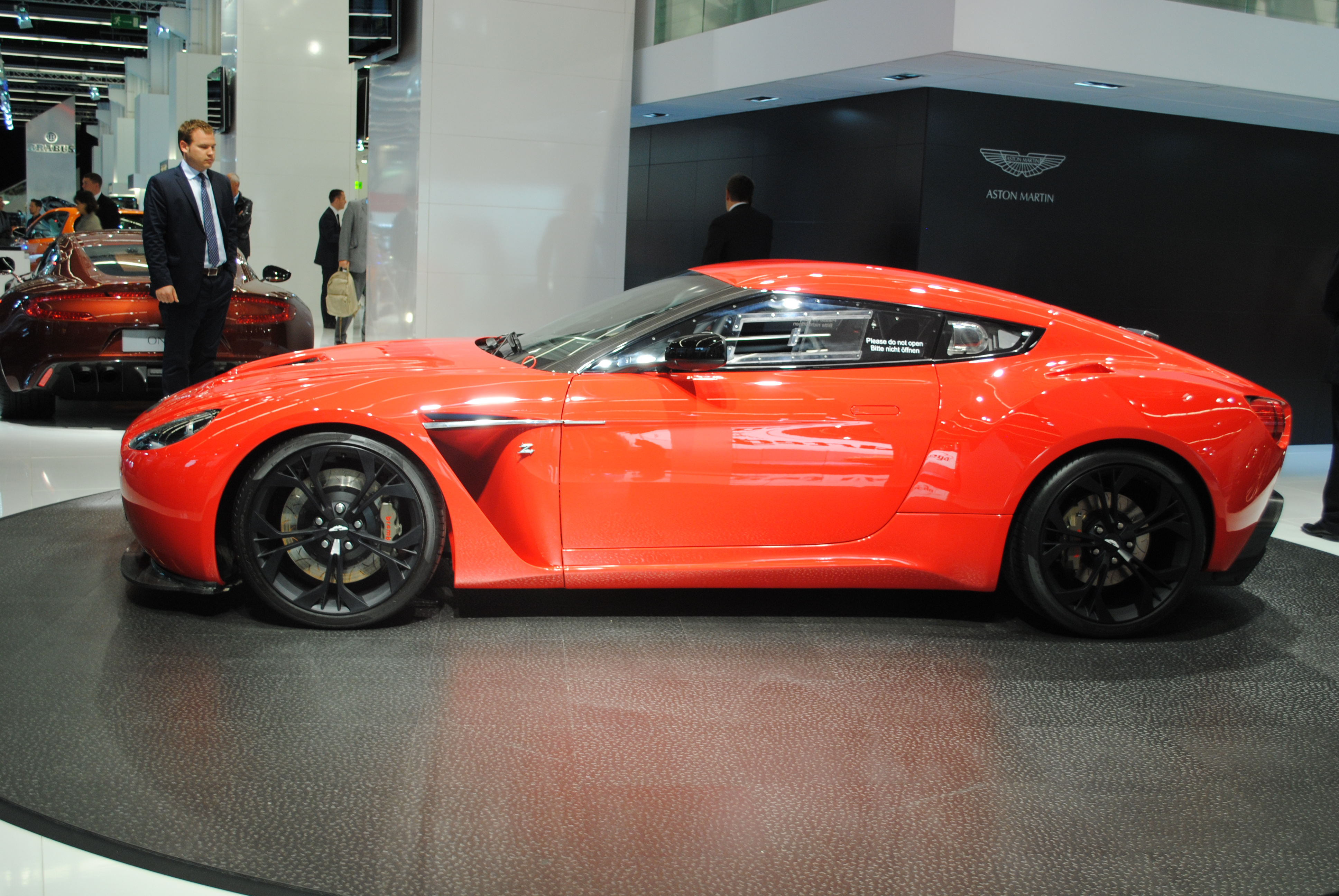
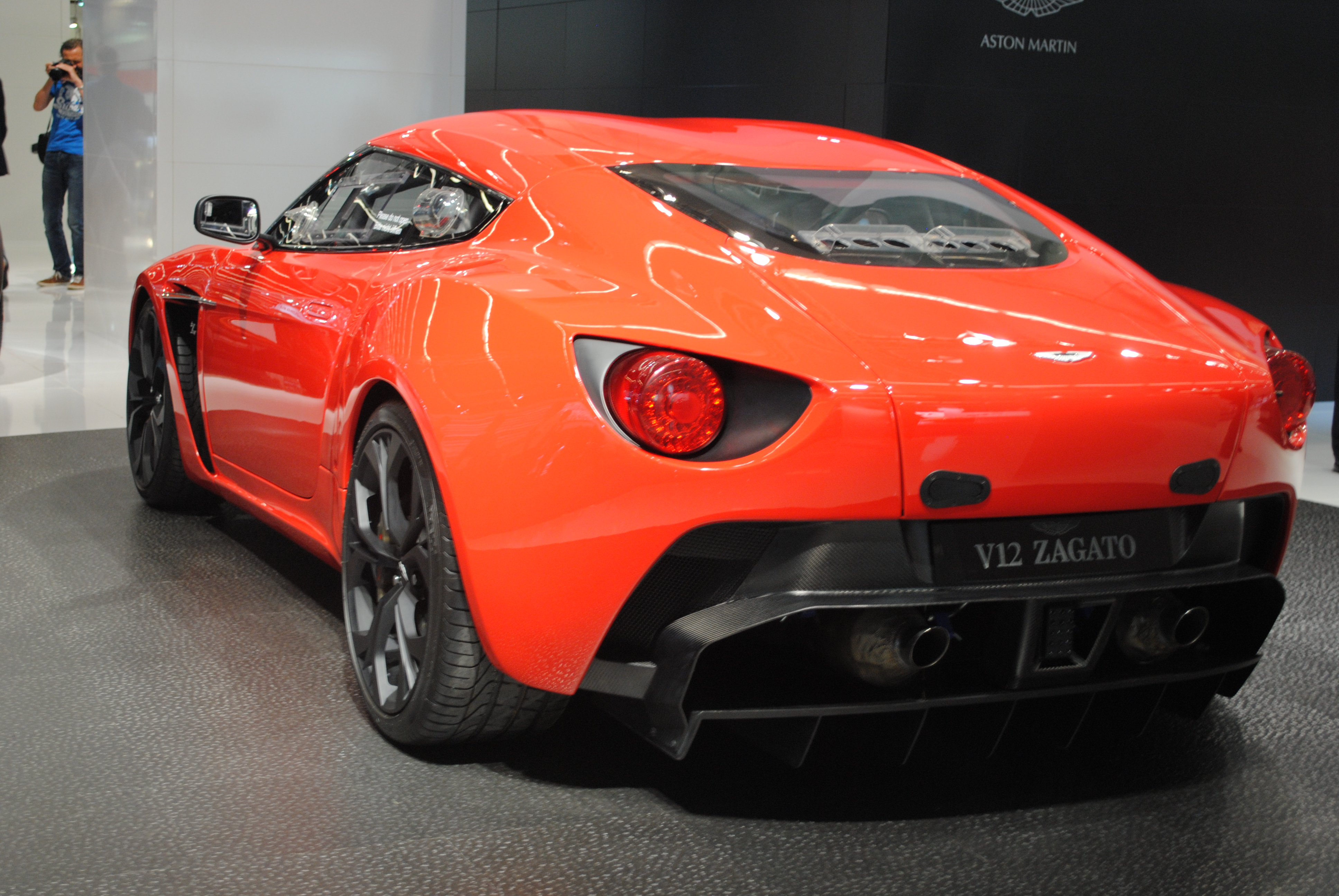
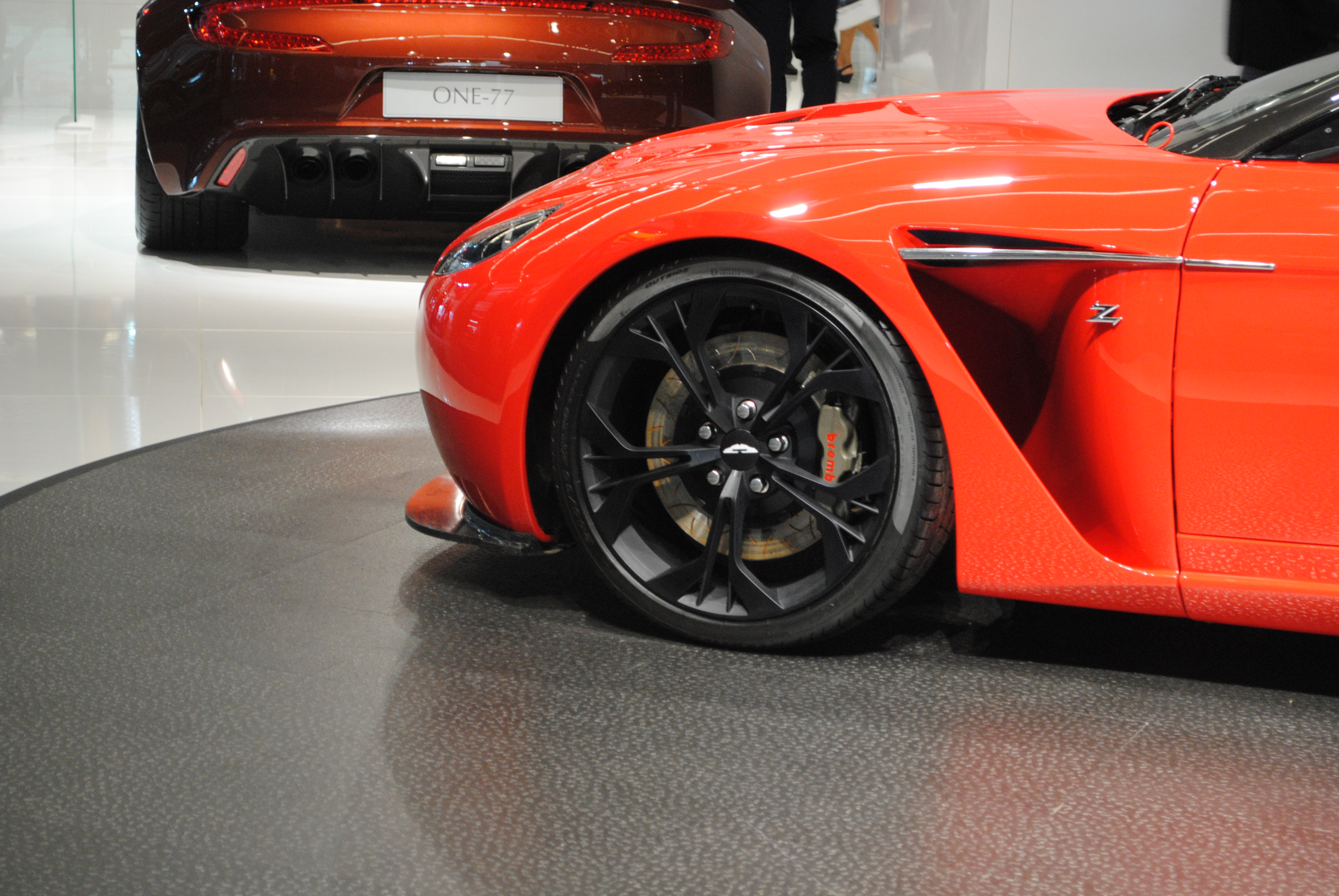
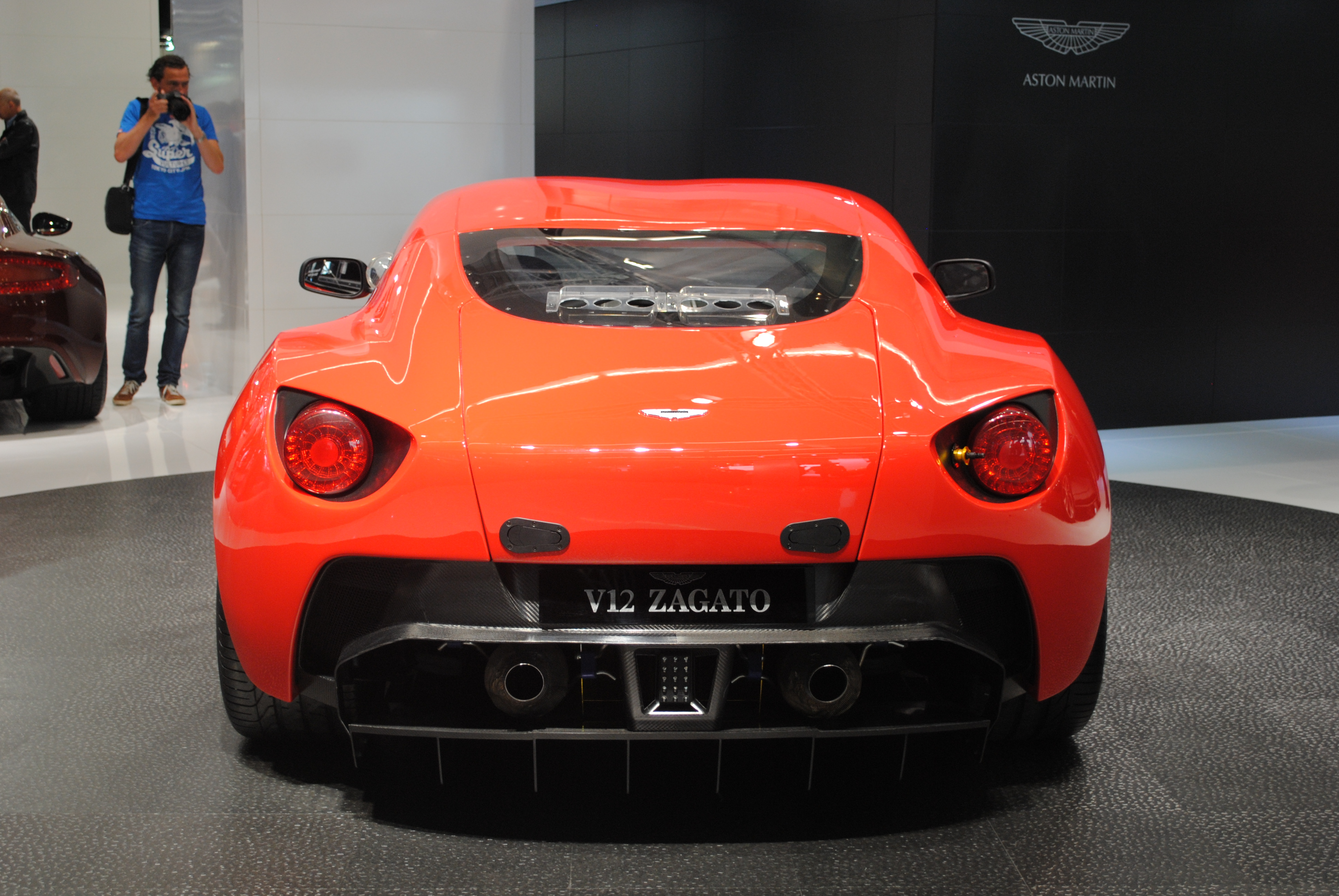

2012 애스턴 마틴 V12 스트라달레 자가토
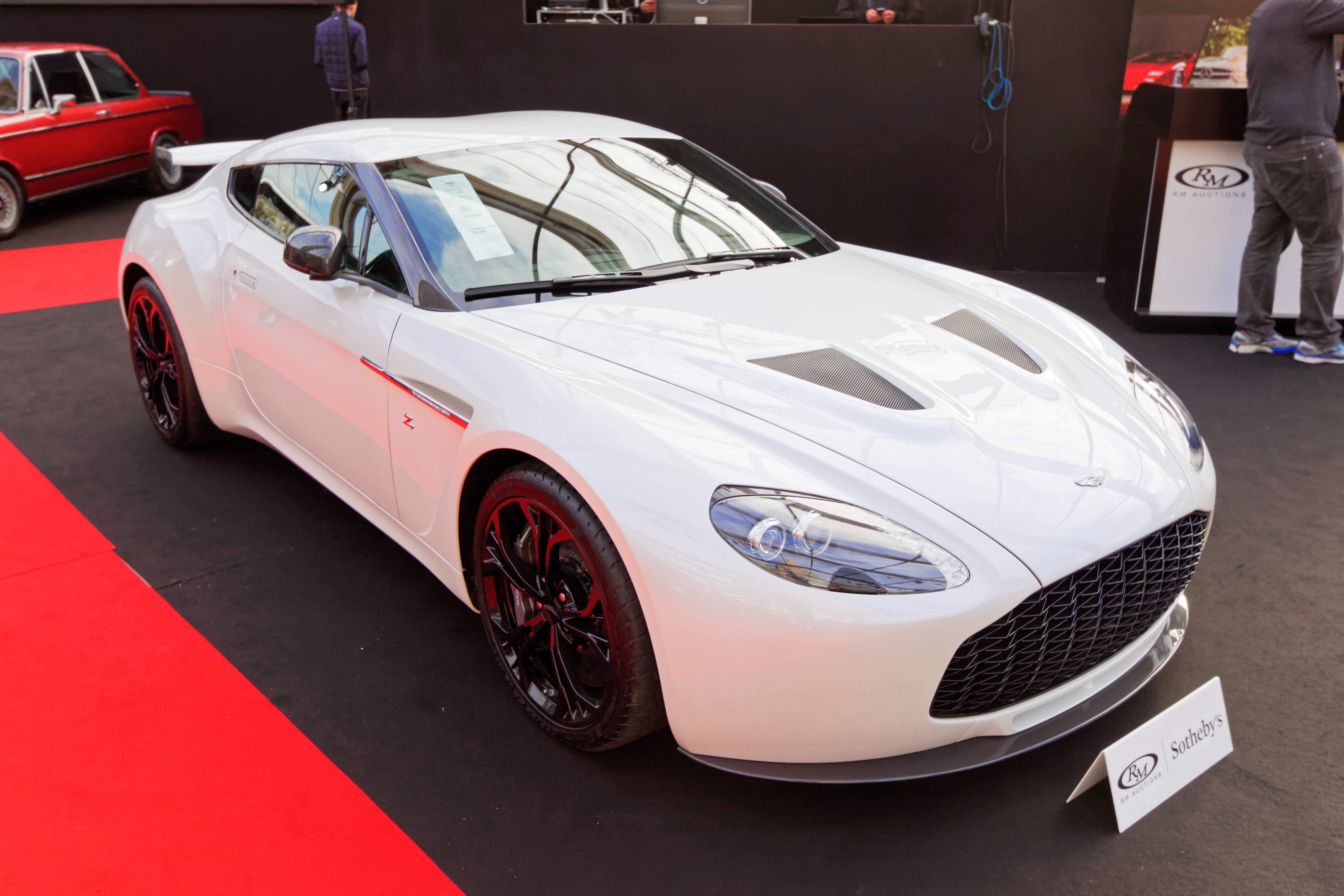
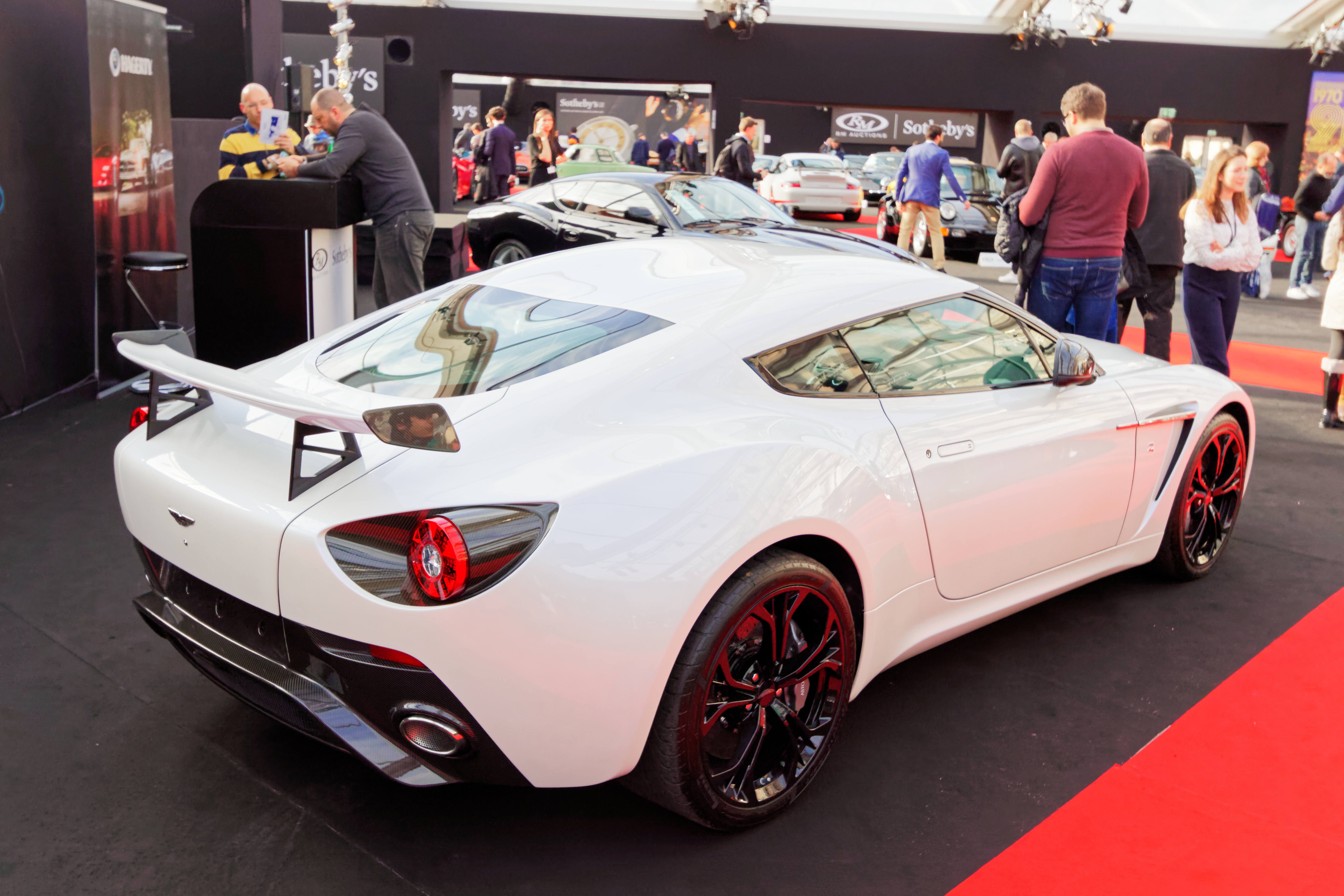